# 유닉스

유닉스 및 유닉스 계열 구조도

유닉스(영어: Unix, 등록상표명 UNIX)는 교육 및 연구 기관에서 주로 사용되는 범용 및 다중 사용자 방식의 대화형 시분할처리 시스템 운영 체제이다. 1970년대 초반 벨 연구소 직원인 켄 톰슨, 데니스 리치 등이 소형 컴퓨터용으로 처음 개발하였다. 오늘날의 유닉스 시스템은 여러 회사들과 비영리 단체들이 이 커널을 활용하여 다양한 운영체제를 개발하고 있다.
유닉스는 처음부터 다양한 시스템 사이에서 서로 이식할 수 있고, 멀티 태스킹과 다중 사용자를 지원하도록 설계되었다. 유닉스 시스템은 다음과 같은 개념이다.
- 일반 텍스트 파일, 명령행 인터프리터, 계층적인 파일 시스템, 장치 및 특정한 형식의 프로세스 간 통신을 파일로 취급 등.
- 소프트웨어 공학 측면에서, 유닉스는 C의 사용과 유닉스 철학이라는 부분이 특징이다.

유닉스(UNIX) 상표권은 오픈 그룹이 갖고 있으며, 유닉스 소스 코드에 대한 저작권은 노벨이 소유하고 있다.
SCO 그룹은 SCOsource라는 프로그램을 통해 유닉스 시스템 V Release 4 (및 자체 릴리즈인 UNIX 시스템 V, Release 5)에 기반한 코드로 된 운영 체제를 사용하고자 하는 모든 기업 및 개인들에게 라이선스를 제공하고 있다.
한편, 닷컴 버블로 유닉스 사업자들에게도 합병의 바람이 불게 되었다. 1980년대에 태어난 많은 상업 유닉스 업체들 중에서 휴렛 패커드의 HP-UX, IBM의 IBM AIX, NeXT의 NEXTSTEP (나중에 오픈스텝이 되었다가 이제 맥 OS X가 됨) 및 썬 마이크로시스템즈 솔라리스 운영 체제들만이 아직도 시장에서 판매되고 있다. 디지털 이큅먼트 코퍼레이션(DEC), 데이터 제너럴(Data General), 산타 쿠르즈 오퍼레이션 (현재는 Tarantella) 등은 다른 업체에 합병되거나 사업을 접었다. 또한, 리눅스와 오픈 소스 BSD의 사용이 증가됨에 따라 기존의 상업 유닉스 시장이 침식되어 갔으며, 개인컴퓨터 시장에서 현존하는 유닉스 운영체제는 애플의 macOS가 유일하다.

## 역사
유닉스의 기원은 1960년대 중순 메사추세츠 공과대학교, 벨 연구소, 제네럴 일렉트릭이 GE-645 메인프레임 컴퓨터를 위해 시분할 운영 체제의 하나인 멀틱스를 개발하고 있던 시기로 거슬러 올라간다.

## 같이 보기
- macOS
- 플랜 9
- 유닉스 계열